# Marttila (Helsinki)
Marttila (en suédois : Martas) est une section du  quartier de Pitäjänmäki à Helsinki, la capitale de la Finlande.

## Description
Marttila a une superficie de 0,38 km2, sa population s'élève à 361 habitants(1.1.2010) et il offre 33 emplois (31.12.2008).